# Orchid (음반)
Orchid는 스웨덴의 헤비 메탈 밴드 오페스의 데뷔 음반으로 캔들라이트 레코드를 통해 1995년 5월 1일 유럽에 발매되었고 센추리 블랙을 통해 1999년 6월 24일 미국에 발매되었다. 2000년에 음반은 밴드의 리허설 도중 녹음된 미발매곡 "Into the Frost of Winter"를 보너스 트랙으로 수록한 채로 재발매되었다. 녹음 작업은 1994년 3월에서 4월 사이에 핀스퐁(Finspång)의 구 유니사운드 스튜디오에서 행해졌고 프로듀싱 작업은 오페스와 프로듀서 단 스바뇌와 함께 공동으로 행해졌다. 원래 이 데뷔 앨범 녹음이 레코드사와의 계약을 목적으로 행해진 것은 아니다. 캔들라이트 레코드의 창립자인 리 바렛은 오페스의 리허설 테이프에 흥미를 가졌고 밴드와 계약하였다. 음반은 대체적으로 호평을 받았으며 "특이하다"라는 평까지 받게 되었다.

## 배경
오페스는 1990년 다비드 이스베리에 의해 스웨덴 스톡홀름에서 창단되었다. 이스베리는 미카엘 오케르펠트 (최근 해체한 밴드 '이럽션'의 전 구성원)를 오페스에 초대하였다. 이에 반발한 오페스의 나머지 구성원들은 이스베리와 오케르펠트만을 남기고 탈퇴해버렸다. 안데르스 노르딘, 닉 되링, 안드레아스 디메오가 그들을 대신하여 영입되었다. 그들은 한 초등학교에서 찾은 오래된 60년대 장비들을 갖고 그곳에서 리허설을 했다. 오페스는 1991년 2월에 세리온, 익스크루시에이트(Excruciate), 오토라이즈(Authorise)과 함께 스톡홀름에서 공연하였다. 그들은 그들에게 주어진 시간동안 단 두 곡밖에 연주하지 못했다. 오케르펠트는 그 공연에 대하여, "아마도 어느 누군가 봤을 때 우리의 최악의 공연이라고 생각할 것이다. 우리는 너무 떨린 나머지 공연이고 뭐고 다 취소하고 집에 가고 싶었다."
밴드는 예테보리에서 두 번째 공연을 했다. 되링과 디메오가 첫 공연 이후에 탈퇴하였기 때문에 오페스는 '크림슨 캣'의 구성원이었던 킴 페테르손과 요한 데 파르팔라를 영입하였다. 그 공연에 출연한 다른 밴드들로는 앳 더 게이츠, 세리온, 디세크레이터(Desecrator), 메가슬로터(Megaslaughter), 사르캐즘(Sarcasm)이 있었다. 공연이 끝난 후, 데 파르팔라는 그의 여자친구와 시간을 보내기 위해 오페스를 탈퇴하였다. 그는 오케르펠트의 친구이자 '실트 아이 크리셋'이라는 코미디 밴드에서 활동하던 페테르 린드그렌에 의해 교체되었다. 그는 좀 더 진중한 활동을 하고 싶어했기 때문에 오페스의 베이시스트 자리를 맡는 것에 동의하였다. 이후, 페테르손이 밴드를 탈퇴하자 린드그렌은 기타리스트로 포지션을 바꾼다. 이스베리는 음악적 견해 차이로 1992년 밴드를 탈퇴한다. 오케르펠트가 새 보컬이 되었고 그는 린드그렌과 함께 곡을 쓰기 시작했다. 그들은 3인조 체제하에 1년 이상을 리허설하였다. 베이시스트로 스테판 구테클린트가 잠시 가입하였으나 밴드가 1994년에 캔들라이트 레코드와 첫 계약을 맺은 이후 탈퇴하였다.
오페스는 데모 음반 한 장 없이 캔들라이트 레코드와 계약하였다. 당시 그들에게는 데모 음반을 녹음하기 위해 스튜디오로 향하는 것이 정규 음반을 녹음하러 가는 것과 비슷한 느낌이었다. 오케르펠트는, "우린 음반 녹음에 투자할만한 금전적 여유가 있지 않았다. 적어도 몇 백 불은 들었기 때문이다. 어디서 데모를 녹음해야 하는 지 조차도 알지 못했다." 라고 당시의 소감을 설명했다. 오케르펠트는 리허설 테이프들을 몇몇 레이블들에게 보냈으나 답변은 오지 않았다. 그러나 캔들라이트 레코드의 사장 리 바렛이 그들에게 계약 제안을 하자 오케르펠트는 "꽤 어색한" 느낌을 받았다. 카타토니아의 구성원인 안데르스 니스트룸은 캔들라이트 레코드는 엠퍼러의 구성원인 사모스에 대한 루머 때문에 관심이 있었던 것이라고 했다. 그 루머란, 사모스가 리 바렛에게 계약을 맺지 않은 무명 밴드의 곡이 실려 있는 테이프를 보낸 적이 있는데 테이프에는 곡 "The Apostle in Triumph"의 20초 분량만이 실려있었고 바렛에 마음에 들어 그 밴드와 계약을 맺고 싶어했다는 것이다. 이후, 오케르펠트는 바렛으로부터 그들과 풀랭스 음반을 발매하는 내용에 대한 제안을 받게 되었다.

## 녹음과 프로듀싱 작업
Orchid는 핀스퐁의 구 유니사운드 스튜디오에서 1994년 3월부터 4월까지 녹음되었다. 프로듀서 단 스바뇌가 오페스에게 핀스퐁에 있는 자신의 아파트를 빌려주어 그들은 스톡홀름에서 핀스퐁으로 거처를 옮겼다. 스튜디오는 평원 한복판에 위치한 작은 집의 지하 저장고에 있었다. 오페스와 스와뇌가 공동으로 음반의 프로듀싱, 믹싱 작업을 마치고 엔지니어링 작업은 스와뇌가 단독으로 마쳤다. 그들은 탈퇴한 요한 데 파르팔라를 세션으로 고용하여 베이스를 녹음하도록 했고 이후 그는 정식 멤버로 승격되었다.
밴드 구성원들은 녹음 기간 내내 불안을 떨치지 못했으나 그럼에도 불구하고 녹음 작업은 순탄히 진행되었다. 케랑!과의 인터뷰에서 오케르펠트는, "우린 스튜디오에 들어가기 전까지 준비가 되어 있었다. 우리는 한 주 동안 6번에서 7번 정도의 리허설을 했고 눈을 가린 채로도 완벽한 연주를 할 수 있도록 암실에서 연습했었다." 라고 당시의 기억을 회상했다. 그러나 밴드는 어쿠스틱 트랙인 "Requiem"의 불충분한 녹음 시간에 대하여 후회했다. 이 곡은 유니사운드 스튜디오에서 처음 녹음되었으나 이 결과물에 대하여 그들은 만족하지 못했다. "Requiem"은 이후 스톡홀름의 어느 스튜디오에서 공동 프로듀서인 푼투스 노르그렌과 함께 녹음되었다. Orchid의 마스터링 작업 내 믹싱 작업으로 마지막 트랙이었던 "Requiem"은 곡 "The Apostle in Triumph" 앞에 배치되었다. 밴드는 이에 대하여 후회했다고 고백하며 그들 자신의 실책이 아니라고 말했다.

## 음악적 성향과 가사의 주제

### 음악
Orchid는 프로그레시브 록과 포크 음악, 블랙 메탈의 스크리밍과 데스 메탈의 그로울링뿐만 아니라 클린 보컬까지 총망라하고 있다. 또한 재즈의 영향을 받았으며 피아노와 어쿠스틱 기타로 연주되는 멜로딕한 부분까지 포함한다. 오페스의 음악은 당시의 일반적인 블랙 메탈, 데스 메탈과는 확연히 달랐다. 또한 밴드의 음반 중 가장 블랙 메탈에 영향을 받은 음반이기도 하다. 비평가들은 이 음반을 "굉장히 특이하다"라고 묘사했다. 짐 라지는, "만약 당신이 오페스의 데스 메탈스러운 곡을 찾는다면 My Arms, Your Hearse 음반을 추천한다. 만약 당신이 두 기타와 베이스가 서로 다른 연주를 하면서 기타의 화음들이 연속적이고, 곡의 흐름이 변칙적이며 동시에 부드러운 흐름의 앨범을 찾는다면, 이 앨범을 추천한다."라는 내용의 글을 썼다. 맷 스미스는 음반에 대해, "밴드는 Orchid를 통해 특이한 다운 템포의 어쿠스틱 기타와 피아노 라인과 함께 생기 넘치는 켈틱 풍의 왜곡된 리듬을 보여주며 그들만의 색채를 드러내었다." 라고 언급했다.
음반의 대부분의 곡은 9분이 넘어가는 대곡들이지만 기악곡인 "Silhouette"과 "Requiem"은 상대적으로 길이가 짧다. "Silhouette"은 그들이 스튜디오에서 나가기 몇 시간 전에 녹음되었고 간단한 피아노 전주곡이다. 오페스의 구성원들은 안데르스 노르딘의 피아노 연주 실력에 감탄했다. 린드그렌은, "단이 '우리 드러머가 피아노도 칠 줄 아네?'라고 말했을 때의 표정을 기억한다. 그는 우리가 하는 말을 믿지 않고 있었다. 단도 피아노를 칠 줄 알았고 거의 대부분의 사람들이 엉망으로 치지만 안데르스가 연주를 시작했을 때 단은 정말 감명받았던 것 같다." 라고 당시 상황을 설명했다. 오케르펠트 또한 감명받았다고 말했다. 나머지 기악곡인 "Requiem"은 린드그렌이 연주하였다. 오케르펠트는 곡의 녹음을 위해 어느 기타 판매점에서 '트래멀룩'이라는 스페인의 어쿠스틱 기타를 빌려왔다.
보너스 트랙인 "Into the Frost of Winter"는 1992년 리허설 초기에 녹음된 것이다. 곡의 일부분은 이후 그들의 두 번째 정규 음반 Morningrise의 오프닝 트랙인 "Advent"에 쓰이게 된다.

### 가사
오케르펠트가 가입했던 당시 오페스의 구성원들이 탈퇴한 이후, 그와 이스베리는 곡을 쓰기 시작했다. 오케르펠트는, "당시에 난 알게 모르게 주술의 영향을 받았지만 그렇다고 심각하게 빠져있던 건 아니다. 나의 음악 철학은 왜곡되고, 어둡고, 사악하게 들리는 기타 리프를 쓰는 것이었다. 그래서인지 그 때 나와 함께 데이비드가 쓴 가사들은 순전히 사탄을 찬양하는 내용뿐이다." 라고 말했다. 그는, "오페스에 대한 음악적 영감은 사악하고, 악마적인 가사와 기타 리프였다. 내가 의도했기 때문에 그렇게 된 것이다." 라고도 밝혔다. 오케르펠트와 이스베리가 쓴 처음 두 곡은 "Requiem of Lost Souls"와 "Mystique of the Baphomet" (이후 각각 "Mark of the Damned"와 "Forest of October"로 이름이 바뀐다.)였다. 이스베리의 탈퇴 후, 오케르펠트와 페테르 린드그렌은, "우리가 결국 우리만의 연주 방식을 터득했다고 느꼈다. 그 당시에는 우리만큼 화음을 많이 넣는 밴드도 거의 없었을 것이다." 라고 말했다. 린드그렌은 "Forest of October"를 음반 수록곡 중 최고라고 평한다. 오케르펠트는 그 곡들이 무엇에 대한 것인지 기억하지 못하며 가사를 쓸 때 음악에 어울리게 썼다는 것만 기억한다.
그는 곡 "The Twilight Is My Robe"의 제목이 원래는 "Oath"이며 "사탄에 대한 맹세(Oath)라는 사악한 곡" 이라고 밝혔다. 또한 곡의 일부분이 스콜피언스의 곡 "Fly to the Rainbow"를 완벽히 표절해서 만들어졌다는 사실 또한 고백했다. 린드그렌은 이 음반의 가장 사악한 곡인 "Under the Weeping Moon"의 가사가 달에 대한 사탄주의적인 숭배에 대한 내용이라고 했다. 하지만 오케르펠트는 그 가사가 사실은 아무런 의미도 가지지 않는다고 했다.이후 라이브 음반 The Roundhouse Tapes에서 그는 곡의 가사에 대하여 "블랙 메탈스러운 완벽한 헛소리"라고 말했다. 그는 또한 "The Apostle in Triumph"의 멜로디를 칭찬하며 가사적으로 "자연과 사탄에 대한 숭배의 융합"이라고 고려했다. 음반의 가장 대곡인 "In Mist She Was Standing"은 마지막에 완성된 곡이다. 이 곡은 악몽에 대한 내용이며 영화 Lady in Black에 영감을 받았다고 한다.

## 표지와 배치

### 표지
녹음 작업이 끝난 뒤, 밴드는 바로 표지와 배치 작업을 시작했다. 오케르펠트는 한동안 사진가 토르비욘 에케바스케와 연락을 주고 받았으며 그가 그래픽 배치를 만들었다는 것을 알게 되었다. 오케르펠트는 그에게 Orchid에 들어갈 배치를 부탁했다. 오페스는 네덜란드산 난초의 사진을 요구했다. 초기 음반은 앞표지에 오페스의 로고가 찍혀있지 않은 채로 발매되었다. 오케르펠트는, "우린 매우 운이 좋은 편이다. 사진을 찍었던 그날 저녁은 내가 본 광경 중 가장 아름다웠다. 우린 그날 여러 멋진 사진들을 찍었지만 이 실루엣으로 나타난 사진들이 단연 최고였다."

### 배치
밴드는 "Requiem"의 마스터링 과정에서 문제를 겪고 있었는데 (녹음과 프로듀싱 작업 참조) 또다른 문제가 생겼다. 가사집의 상태가 그들이 생각한 것과 정반대였던 것이다. 색은 모조리 반전되어 있었고 CD의 색상은 검은색이 아닌 파란색으로 되어있었다. 밴드는 또한 이에 대하여 후회를 표했지만 팬들은 이 색깔들을 마음에 들어했다고 했다. 배치 작업이 끝난 뒤, 밴드는 잉글랜드로 음반을 보냈다.

## 평가
| 전문가 평가 | 전문가 평가 |
| 평가 점수   | 평가 점수   |
| 출처        | 점수        |
| ----------- | ----------- |
| 올뮤직      | [ 11 ]      |

음반에 대한 평가는 매우 긍정적이었다. 메일스트롬(Maelstrom)의 비평가 맷 스미스는 음반이 오페스의 걸작 중 하나라고 평하며 "다른 음반들이 발매되도

록 한 불씨이다"라고 하였다. 그러나 오케르펠트는 Orchid의 발매 전 밴드의 상황을 이렇게 전했다.
적어도 스웨덴 지역의 대부분 밴드들은 유니사운드 스튜디오에서 녹음하고 있었고 음반이 발매되기 전의 오페스는 코미디 밴드라고 여겨지고 있었다. 아무도 우리에게 기대를 걸지 않았다. 우리에 대한 소문은 별로 신통치 않은 내용들이었다. 초기의 몇몇 공연들은 끔찍했고 사람들은 밴드를 창단한 우리의 보컬 다비드 이스베리 또한 좋아하지 않았다. 우리는 밴드에 대하여 좋은 전망을 가질 수 없었다. 동료밴드들조차도 우리에겐 없었다. 우린 완전히 이방인 취급을 당했었다.
올뮤직의 존 세르바는 Orchid에 대해, "꽤나 대담한 음반. 아름다움과 잔혹함 두 가지 모두가 배어나오는 선견지명적인 프로그레시브 데스 메탈의 요소를 담고 있음. 돌이켜보면 이 매우 뛰어나고 허세 넘치는 음반은 오페스의 성공을 예견하고 있었음." 이라고 평했다. Satan Stole My Teddybear의 존 채드시는, "모든 장르의 메탈 밴드의 데뷔 앨범 중 가장 대단하며 강력하다." 라고 평했다. Lamentations of the Flame Princess의 짐 라지는, "익스트림 메탈 계에서 가장 발음이 뚜렷한 오케르펠트의 보컬이 이 데뷔 앨범에서 진가를 드러낸다. 1994년에 이렇게 자유롭게 클린 보컬과 그로울링을 동시에 쓰는 보컬은 흔치 않다. 그가 최초로 이렇게 불렀다고는 말할 수 없지만 몇 년 뒤에 오케르펠트는 익스트림 프로그레시브 음악 창법의 기준을 세우는 대단한 업적을 남긴 보컬이다."하며 또한 음반에 대하여, "메탈과 익스트림 보컬의 흔적이 많이 남아있는 프로그레시브적인 요소들을 수반한 이 음반은 헤비 메탈 계의 획기적인 작품이라고 할 수 있다."라고 평하며 음반 수록곡에 대하여 "매우 특이하다" 라고도 평했다. 데시벨 잡지의 크리스 딕은 Precious Metal: Decibel Presents the Stories Behind 25 Extreme Metal Masterpieces에서 이렇게 저술했다.
데스 메탈은 형성 이후로 어떤 음악적 실험도 시도된 적 없으며 다른 장르로부터의 영향을 받지 않았다. 그러나 Orchid만큼 강력하고 매서우며 노련한 사운드를 내진 못한다. 1993년 오페스의 프론트맨인 미카엘 오케르펠트의 말을 인용하자면, '위시본 애시, 블랙 사바스, 바쏘리의 완벽한 융합물'이라고 할 수 있다. 이 음반은 매혹적이고, 거칠며 상당한 모호성으로 가득 차있다. 1995년에 발매된 Symbolic, Slaughter of the Soul, Domination, The Gallery, Storm of the Light's Bane 같은 걸작들도 있지만 데스 메탈을 영영 바꿔버린 건 오페스의 Orchid다.
그러나 모든 비평가들이 호평을 한 것은 아니다. 프랑스 잡지 Metallian은 "지루하며 진부하다"라고 평하며 10점 만점에 1점을 부여했다. 요한 데 파르팔라는, "데스 메탈 계에선 '정말 걸작이로군!' 이라고 생각하겠지만 내가 아는 교육받은 음악가들 사이에선 '최악이야. 음질이 정말 구려. 재녹음해야겠는걸' 이라고 말했다. 하지만 음질이 어떻든 간에 사람들은 정말 좋아했다." 라고 말했다.

## 곡 목록
전체 작사: 미카엘 오케르펠트
| #            | 제목                         | 작사·작곡       | 재생 시간 |
| ------------ | ---------------------------- | --------------- | --------- |
| 1.           | 〈In Mist She Was Standing〉 |                 | 14:09     |
| 2.           | 〈Under the Weeping Moon〉   |                 | 9:55      |
| 3.           | 〈Silhouette〉 (기악곡)      | 안데르스 노르딘 | 3:04      |
| 4.           | 〈Forest of October〉        |                 | 13:04     |
| 5.           | 〈The Twilight Is My Robe〉  |                 | 11:01     |
| 6.           | 〈Requiem〉 (기악곡)         |                 | 1:11      |
| 7.           | 〈The Apostle in Triumph〉   |                 | 13:01     |
| 총 재생 시간 | 총 재생 시간                 | 총 재생 시간    | 65:41     |

| #  | 제목                         | 재생 시간 |
| -- | ---------------------------- | --------- |
| 8. | 〈Into the Frost of Winter〉 | 6:23      |

- 첫 번째 트랙 “In Mist She Was Standing”의 아이튠즈 버전에서 "In"과 "Mist" 사이에 "the"가 쓰인 오타 발생

## 참여 인원

### 오페스
- 미카엘 오케르펠트 - 리드 보컬, 기타 (트랙 "Silhouette" 제외)
- 페테르 린드그렌 - 기타 (트랙 "Silhouette" 제외)
- 안데르스 노르딘 - 드럼, 퍼커션, 트랙 "Silhouette"의 피아노
- 요한 데 파르팔라 - 베이스 기타  (트랙 "Into the Frost of Winter", "Silhouette" 제외), 백보컬

### 추가 인원
- 스테판 구테클린트 - 트랙 "Into the Frost of Winter"의 베이스 녹음

### 프로덕션
- 오페스 - 프로듀싱, 믹싱, 아트워크
- 단 스바뇌 - 프로듀싱, 엔지니어링, 믹싱
- 푼투스 노르그렌 - 트랙 "Requiem" 공동프로듀싱
- 토르비욘 에케바스케 - 아트워크, 사진

## 발매 역사
Orchid의 발매가 연기되고 오페스의 구성원들이 아직 공연을 하기엔 불안해하는 와중에 캔들라이트 레코드의 사장 리 바렛이 그들을 영국으로 이끌어 몇 번의 공연을 하게 했다. 한 공연은 런던 아스토리아에서 진행되었고 임페일드 나자렌, 배드 부엔즈 엔드, 히케이트 인스론드가 함께 공연하였다.
녹음 작업이 끝난 1년 뒤, Orchid는 캔들라이트 레코드를 통해 CD 포맷으로, 미스틱 프로덕션을 통해 카세트테이프 포맷으로 1995년 5월 15일, 유럽에 발매되었다. 또한 센추리 블랙을 통해 1997년 6월 24일 미국에 발매되었다. 또한 2000년에 보너스 트랙인 "Into the Frost of Winter"를 수록한 재발매반이 캔들라이트 레코드를 통해 유럽에, 센추리 미디어를 통해 미국에 발매되었다. 같은 해에 디스플리스드 레코드를 통해 한정판 1000장의 더블 LP 레코드판이 발매되었다. 2003년, 캔들라이트 레코드에서 특별판이 발매되었다.
| 지역     | 연도 | 레이블              | 포맷          | 카탈로그     |
| -------- | ---- | ------------------- | ------------- | ------------ |
| 영국     | 1995 | 캔들라이트 레코드   | CD            | Candle010CD  |
| 폴란드   | 1995 | 미스틱 프로덕션     | 카세트 테이프 | 003          |
| 미국     | 1997 | 센추리 블랙         | CD            | 7845-2       |
| 영국     | 2000 | 캔들라이트 레코드   | CD            | CANDLE053CD  |
| 네덜란드 | 2000 | 디스플리즈드 레코드 | 더블 LP       | D-00081      |
| 영국     | 2003 | 캔들라이트 레코드   | CD            | CANDLE053TIN |
| 일본     | 2008 | 아발론 레코드       | CD            | MICP-10807   |